# Vestimenta tradicional mallorquina

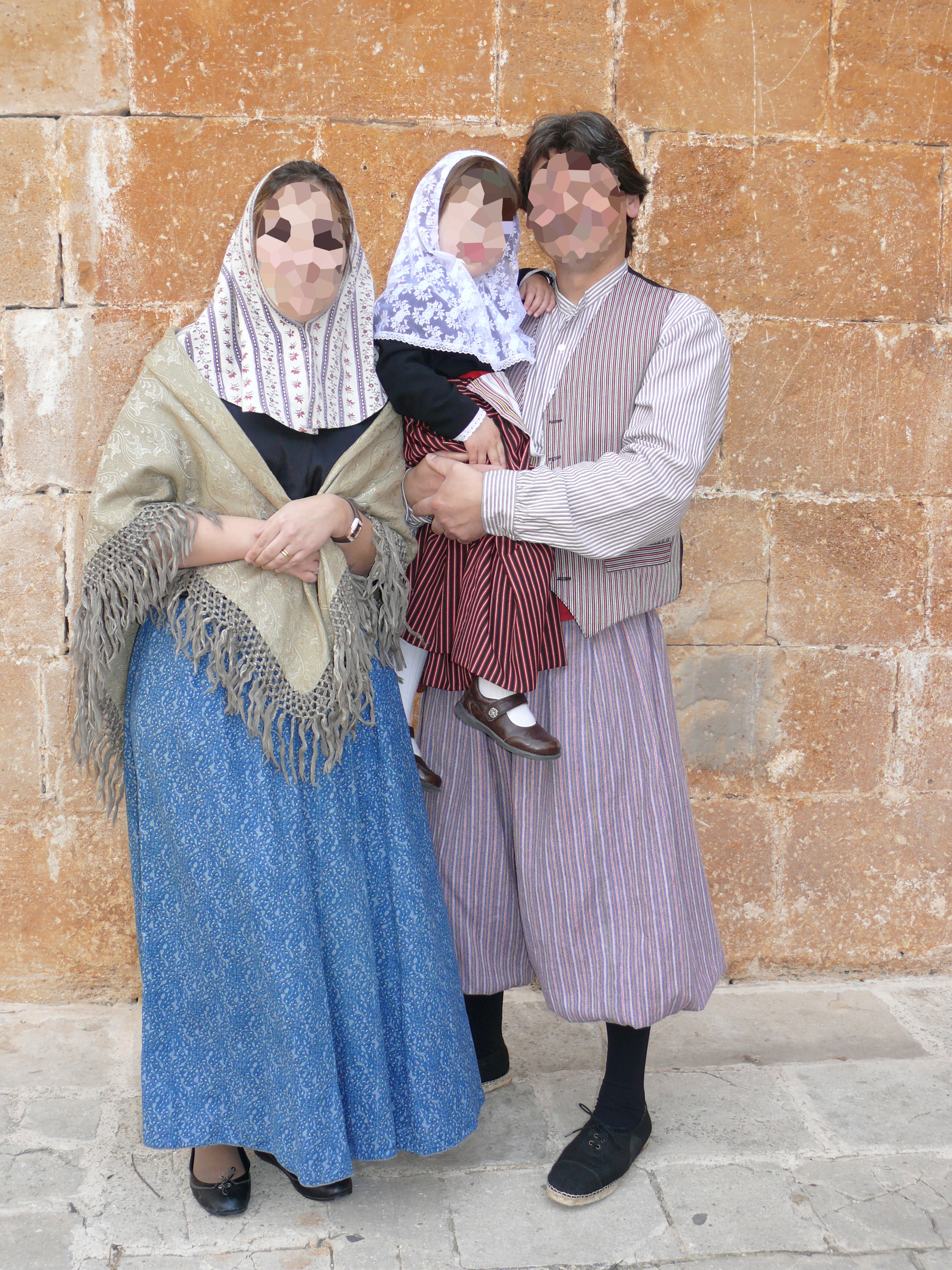
Parella i nina amb els vestits tradicionals

La vestimenta tradicional de Mallorca té el seu origen en la història i cultura posterior a la conquesta cristiana de 1229, motiu pel qual es troben moltes similituds amb la vestimenta de Menorca (retrats d'Eulàlia Poly i Taltavull] o d'Anna Caldès), Eivissa o Formentera.
Per fer la seva vestimenta, la gent solia adaptar-se als materials de què disposava o a les possibilitats econòmiques, també podia dependre de la classe social a la qual es pertanyia.

## El vestit de l'home
El vestit de l'home es compon del calçons a l'ample, (“bombatxos”, popularment coneguts com a "calçons amb bufes", amb puny a la cintura i als genolls (aquesta peca feia que aparentessin un globus), calces, una faixa a la cintura, per a protegir l'esquena, camisa i guardapits. i pel peus feien servir sabates de pell, espardenyes o avarques. Al coll o al cap hi solen portar un mocador: Els que treballaven al camp també solien dur capell de palla. Aquesta vestimenta hom creu que s'imposà a finals del segle xviii, ja que en les representacions pictòriques anteriors no s'observen calçons a l'ample i, com en el cas de la música popular de jotes, boleros i parados, s'afirma que es tracta d'una innovació moderna d'origen forà. El 1792 els calçons a l'ample s'anomenaven "calçons a la grega". La investigació de la vestimenta tradicional ha demostrat que no existeix un vestit tradicional únic, sinó que les vestimentes canvien al llarg del temps i dels grups socials. El que es coneix com a "vestit tradicional" és una invenció de les tendències folklòriques del segle xx.

## El vestit de la dona

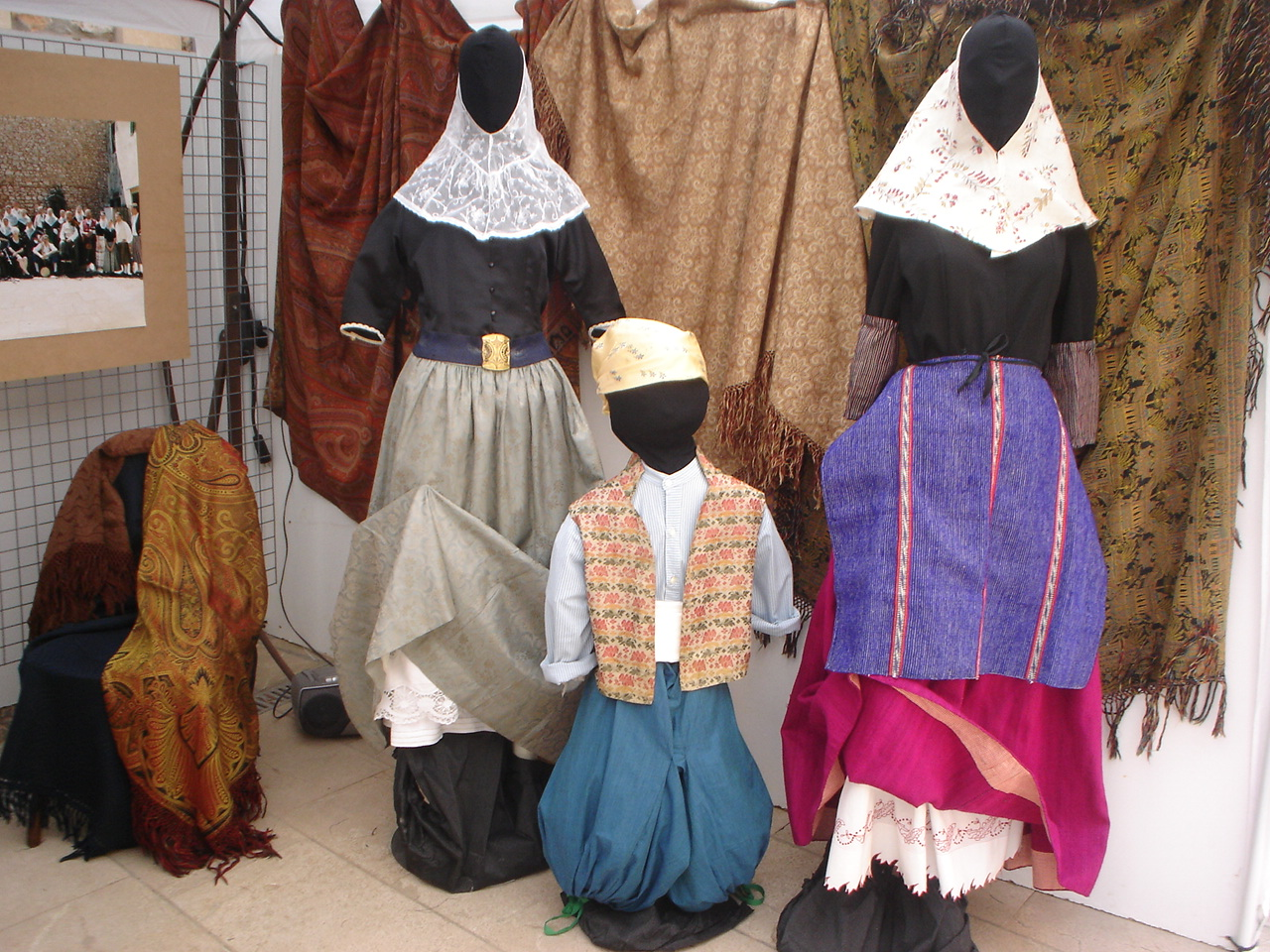
Vestits de pagesa i de pagès

La dona vestia la part superior del cos amb un gipó, una mena de camisa, solia ser negra, de roba lluenta com el setí, cenyida a la cintura. Les mànigues solien ser estretes i cenyides al braç, acabaven a la part inferior del colze, on d'un petit puny sobresortia una mica de randa blanca provinent de la camisa interior blanca, de cotó que solien portar les dones. El final de les mànigues s'ornamentaven amb una tira de botons, d'or, d'or amb pedres precioses o perles petites o de plata,segons les possibilitats econòmiques.
La camisa per al vestit de camp solia incorporar uns “manegots” fins als colzes. Altres peces eren les calces, enteses com a roba per al cobriment de peus i cames, calçons(utilitzats com a peça íntima) i les faldes interiors, les quals també tenien la missió d'estufar, és a dir, augmentar el volum de la falda exterior, llarga fins als turmells. La falda, de pagesa o de senyora; normalment les de senyora són fetes amb teles, més cares i lluents. Això depenia de la classe social a la qual es pertanyia. Sobre la falda, les que treballaven al camp o a casa, portaven un davantal per guardar coses a la falda, que en no tenir butxaca, aquesta s'aconseguia fermant els dons cantons de baix.
Els peus es vestien amb sabates de pell negra, les quals tenien un poc de tacó gruixut, espardenyes, avarques, o sandàlies, tipologies que depenien de la categoria social, de les possibilitats econòmiques o de l'època de l'any en què es feien servir
Al cap, les dones del camp solien dur mocador i capell, i les senyores de la noblesa solien portar “rebosillo”, amb forma de campana que cobreix el cap, podia estar brodat, fet de ganxet o tul, solia "volant" i cobria el coll fins als pits, tendia a ser el que es posa per anar de gala. També acompanyaven la vestimenta amb joies, com cadenes d'or dites "cordoncillos", polseres, rosaris, etc.
Independentment de si eren nobles o no, solien pentinar-se amb la clenxa enmig, i els cabells ben recollits amb una trunyella o dues, fermades amb llaç.